# Ruganzu II Ndoli
Ruganzu II Ndoli fue Rey del Reino de Ruanda alrededor de 1510. Era el hijo del rey Ndahiro II Cyamatare y Nyirangabo-ya-Nyantaba. Ruganzu II Ndoli fue Rey de Ruanda desde 1510 hasta su muerte en 1543. Ruganzu II es el rey más famoso de Ruanda. Las leyendas lo relatan como un gran guerrero y se decía que había realizado milagros. Su vida y su reinado impregnan muchas leyendas en la historia de Ruanda.

## Historia
Se dice que Ruganzu fue criado por su tía en el Reino de Karagwe (hoy Tanzania). Ruganzu, de quien se dice que dejó una huella en la región de Ruanda, que según historiadores afirman que regresó en 1510 del reino de Karagwe, donde había estado exiliado con su tía Nyabunyana y llegó para liberar a Ruanda de manos de extranjeros después de once años de exilio siendo joven e inexperto. Se cree que subió al trono en 1510, el mismo año en que fue entronizado Enrique VIII de Inglaterra. Ruganzu también ayudó al rey de Bugesera , Rwayitare, a atacar y ganar al ancestral rey de Burundi Ntare II Kibogora , con quien tenían disputas. Ruganzu también fortaleció las relaciones bilaterales entre Ruanda y Karagwe, donde su tía fue una reina que lo protegió y le enseñó a luchar. Ruganzu murió en 1543 por un disparo de una flecha en un ojo por un hombre llamado Bitibibisi.
Ruganzu II es el rey más reconocido de Ruanda. Según las leyendas,fue un gran guerrero y se le atribuyen milagros, sobre todo el de causar una cascada disparando con su arco para saciar la sed de sus hombres. Su vida y su reinado son objeto de muchas leyendas en la historia de Ruanda.
| Predecesor: Ndahiro II Cyamatare | Rey de Ruanda 1510-1543 | Sucesor: Mutara I Nsoro II Semugeshi |